# 18843 Ningzhou
18843 Ningzhou è un asteroide della fascia principale. Scoperto nel 1999, presenta un'orbita caratterizzata da un semiasse maggiore pari a 3,0034666 UA e da un'eccentricità di 0,1712253, inclinata di 1,50061° rispetto all'eclittica.